# 三圣寺 (石家庄)
三圣古寺，又称三圣寺，是位于中国河北省石家庄市桥西区东良厢村的一座汉传佛教尼寺。

## 历史
三圣寺的确切创建年代无从考证。据称为北魏时期创建。
1995年，由当地人民政府和佛教信众联合发起，礼请临济寺有明和尚驻锡并主持三圣古寺的恢复重建。有明和尚遂于1995年8月率弟子驻锡于此。在有明和尚及女尼慧真法师的努力下，1998年，大雄宝殿落成开光。2001年，东寮房，客堂，斋堂竣工并投入使用。
三圣古寺自1990年代重建后，一直为临济寺女众部下院，常住尼众，2012年前后的当家师为慧真法师。该寺秉承着“以禅为家，戒律为行，净土为归”的修学宗旨。

## 建筑
三圣古寺原来规模很大，寺前有石狮，寺内有钟楼、鼓楼。1981年，该寺仅存前后两个殿，均为面阔三间，为明朝嘉靖年间重修。前殿已无佛像，被生产队用作储草室；后殿被用来堆放杂物，后殿殿脊正中有一小型转塔，背面刻“乾隆四十四年补修”字样。但后殿内的三尊石像仍立于原处。当地群众称左侧的一尊为太上老，右侧一尊为阿难尊者，中间的一尊最高，被称为“自来佛”。经过考证，三圣寺后殿内的佛像应为佛、法、僧三圣。也有人认为应为西方三圣（即弥陀、观音、大势至）。
三圣寺后殿内的三尊石佛立像，起初被定为石家庄市文物保护单位。1993年经河北省人大批准，“东良厢石造像”升为河北省文物保护单位。“东良厢石造像”的类型为石刻，河北省文物保护单位公布时间为1993年7月15日，历史年代为北朝。
位于中间的所谓“自来佛”，高大约3米半（佛像全身高2米，下为1.2米高的石灰岩石刻底座）。石像后有一桃形大背光，上刻金龙闹海以及莲花图案，大背光与石佛像均用浓彩描绘，现色彩仅存局部。佛像高肉髻，袒胸披袈裟。佛像背面刻满230个小佛像（分列12行），并铭刻“任丘净贵侍时”等字样。底座刻有唐僧取经神话图案。该佛像以白云质灰岩（青石）雕成。位于左、右侧的两尊石佛像均用汉白玉雕成，连底座高3.04米（佛像全身高约2.6米，下有0.4米高的莲花形石座），背宽0.72米。这两尊佛像身着袈裟，内穿僧祈支，头结螺髻。
中间立佛的面部、鼻部稍有损坏，两手以及臂部也有损坏。右侧佛像的鼻尖造砸毁，双手齐腕折断，螺冠保存完好。左侧佛像既无头又无双手，据说该像的头埋在后殿右侧的地里，1985年找到并复原归位。但是，1993年，三具佛头均遭人盗走。1994年，请曲阳桥工匠修复，后来不久又被人盗走。